# Oberschönenbuch
Oberschönenbuch ist ein Weiler, der zur Filiale Ibach in der Gemeinde Schwyz gehört.

## Lage
Der Weiler liegt südöstlich von Ibach, erhöht am Hang unterhalb des Stooswaldes. Es handelt sich um eine typische Streusiedlung, die sich entlang der Strasse nach Muotatal erstreckt. Eine dichte Baugruppe befindet sich bei der Katharinenkapelle. Direkt neben der Kapelle steht das ehemalige Schulhaus, hier wurde bis 1972 unterrichtet. Danach war im Schulzimmer die «Teestube», ein Café für den Skilift Oberschönenbuch eingemietet. Ausserdem war bis 2012 das Feuerwehrlokal Oberschönenbuch im ehemaligen Schulhaus untergebracht.

## Geschichte

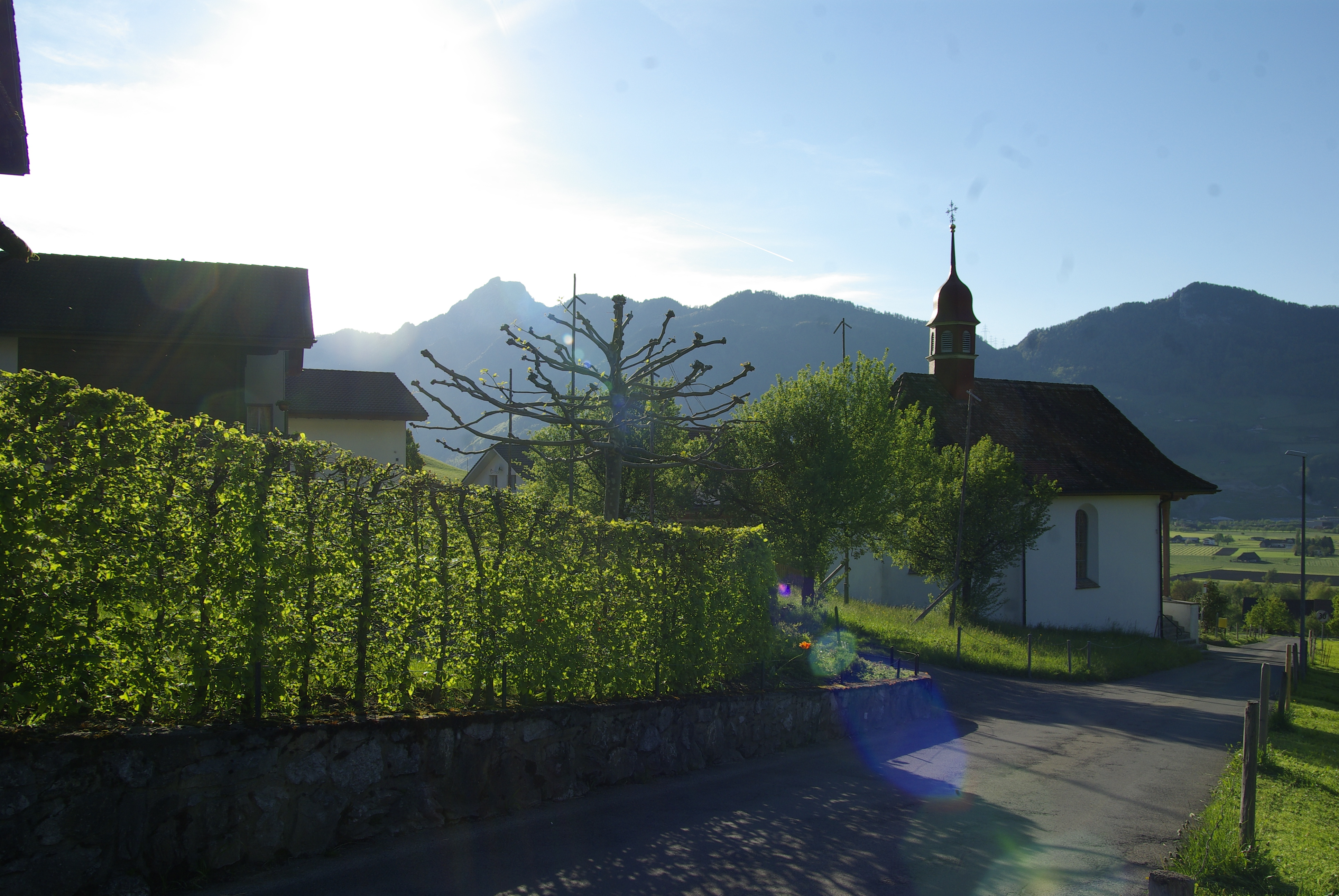

Der Ort erscheint namentlich erstmals als Schoenenbvoh im Einsiedler Urbar, zwar ohne Jahresangabe, doch das Urbar wurde Ende des 12. bzw. Anfang des 13. Jahrhunderts angefertigt. Nach T. Fassbind soll der Ort anfangs zwar zur Pfarrei Ibach gehört haben, doch politisch zu Muotathal. Ebenfalls von Fassbind wird ein Schlösschen erwähnt, dessen Lage bis heute noch nicht anhand von Ausgrabungen bestätigt werden konnte. Das Schlösschen, bei dem es sich mit grösster Wahrscheinlichkeit um einen mittelalterlichen Wohnturm gehandelt hat, soll einem reichen adligen Mann mit dem Namen Conrad Schönbucher gehört haben, welcher 1262 dem Kloster Auw zu Steina grosse Vergabungen an Liegenschaften gemacht hat. Im Jahr 1581 soll der Landvogt Josef Leonars I. Niederöst eine Familienkapelle erbaut haben, die 1599 den Heiligen Blasius und Katharina geweiht wurde. Diese inzwischen abgerissene Kapelle, befand sich etwas oberhalb der heutigen Kapelle. Die heutige Kapelle wurde 1691 durch den General und Landammann Franz Leodegar Nideröst und dessen Bruder Peter erbaut. Die Kapelle der heiligen Katharina wurde 1693 durch den Generalvikar aus Konstanz geweiht. Der Altar stammt von 1730–40, im Jahr 1850 wurde eine Empore eingebaut, wobei zwei Wandbilder von Eggman zerstört wurden, welche 1739 angebracht wurden. Letztmals wurde die Kapelle 1971 renoviert.

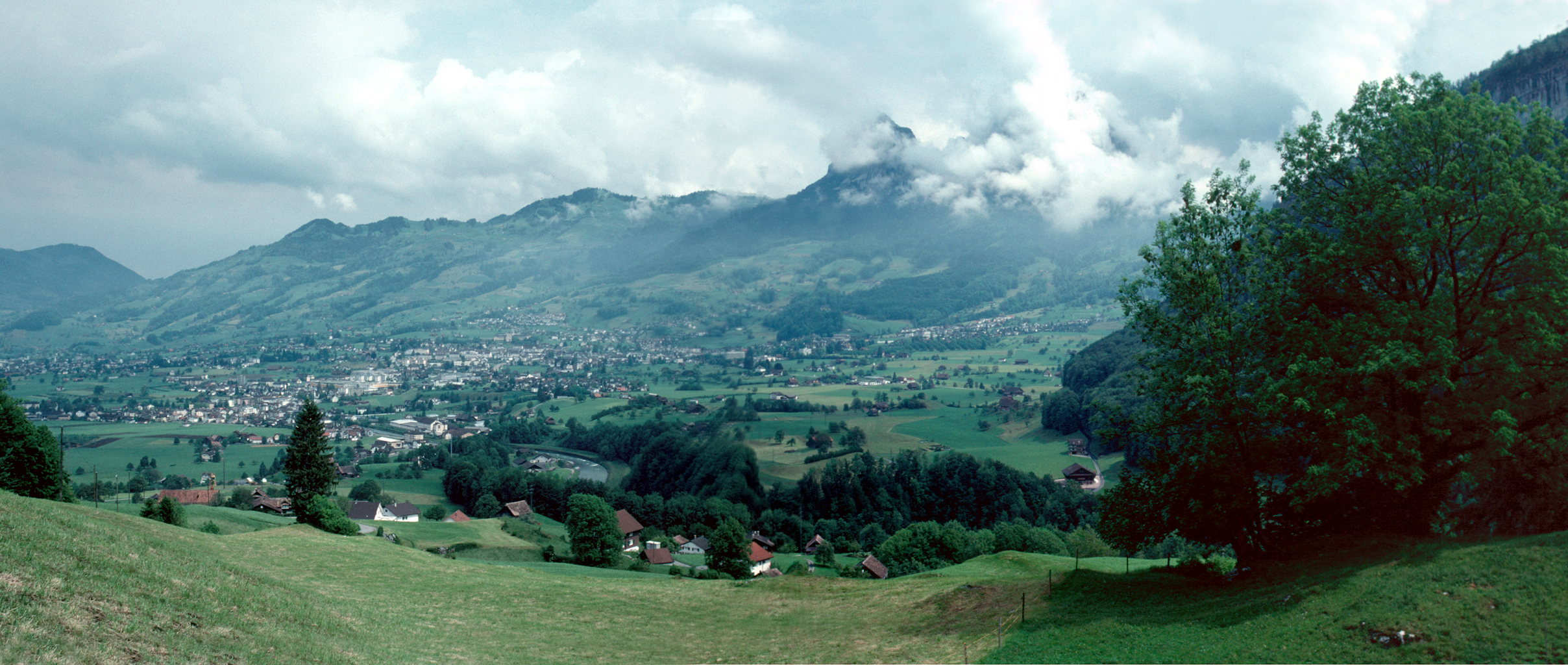
Blick von oberhalb Oberschönenbuch auf die Stadt Schwyz zur Linken und über die Muota in Richtung Mythen zur Rechten; Häuser von Oberschönenbuch im Vordergrund

In der Strassenstützmauer Richtung Muotatal findet sich eine Wegkapelle, deren Figuren mit grosser Wahrscheinlichkeit der alten Kapelle entstammen. Die Strasse überquert auf ihrem Weg nach Muotatal die Muota. Hier soll sich schon 1580 eine kleine Steinbrücke befunden haben. Diese lag etwas oberhalb der heutigen Holzbrücke und soll vom Landammann Rudolf Redig erbaut worden sein. Auf ihr trafen sich am 30. September 1799, die feindlichen Heere der Russen unter General Suworow und der Franzosen unter General Masséna. Die Franzosen machten die Brücke vor oder während des Scharmützel unbenutzbar, und das Heer von Suworow musste umkehren (Seine Armee ging danach über den Pragelpass Richtung Glarus). Die Brücke wurde danach vermutlich nicht repariert. 1800 stürzte die Brücke ein, die Trümmer sind noch heute sichtbar. Als Ersatz wurde 1810 die heutige Holzbrücke erbaut. Wegen der Schlacht, trägt sie den Namen Suworobrücke.

## Öffentliche Einrichtungen

### Schulen
In Oberschönenbuch gibt es keine Schulen, weshalb die Kinder mit einem Bus nach Ibach zur Schule gehen müssen. Bis 1972 hatte Oberschönenbuch eine eigene Primarschule.